# بونيرة دقيقة
بونيرة دقيقة (الاسم العلمي:Ponera minuta) هي نوع من حشرات تتبع جنس البونيرة من فصيلة النمليات.